# Leforest
Leforest é uma comuna francesa na região administrativa de Altos da França, no departamento de Pas-de-Calais. Estende-se por uma área de 6,22 km². Em 2010 a comuna tinha 7 282 habitantes (densidade: 1 170,7 hab./km²).